# Angelo Bruno
Angelo Bruno, all'anagrafe Angelo Annaloro (Villalba, 21 maggio 1910 – Filadelfia, 21 marzo 1980), è stato un mafioso italiano naturalizzato statunitense.
Boss di cosa nostra statunitense, a capo della famiglia di Filadelfia per circa vent'anni dal 1959 al 1980, anno della sua morte. Venne soprannominato "il padrino gentile", perché preferiva la conciliazione e la pace, piuttosto che la violenza.

## Biografia

### I primi anni
Angelo Annaloro nacque a Villalba in provincia di Caltanissetta. Con la sua famiglia emigrò negli Stati Uniti in tenera età. A Philadelphia suo padre aprì un piccolo negozio di alimentari. Iniziò la sua carriera giovanissimo, a metà degli anni venti come "avvicinato" della locale famiglia mafiosa, guidata all'epoca dal boss Salvatore Sabella. Il suo primo arresto risale al 1928, appena diciottenne, per guida pericolosa, successivamente seguirono altri arresti per contrabbando di alcol, possesso illegale di arma da fuoco, gioco d'azzardo illegale e ricettazione e, poco tempo dopo, cambiò il suo cognome da Annaloro a Bruno, cognome della nonna paterna.
All'inizio degli anni trenta sposò una donna di nome Sue Maranca, dalla quale ebbe due figli. Diventato uno degli "uomini d'onore" più importanti e rispettati della "famiglia", nel 1934 divenne socio d'affari di Carlo Gambino e di altri mafiosi di New York e del New Jersey. Bruno era il cugino di un altro importante "uomo d'onore" della cosca, John Simone, arrestato negli anni '20 per contrabbando di alcol, rapina e aggressione. All'inizio degli anni quaranta, Bruno si occupava principalmente di gioco d'azzardo e scommesse clandestine, da cui ricava lucrosi guadagni, e inoltre teneva i contatti con "uomini d'onore" come don Calogero Vizzini, suo compaesano di Villalba, e con le altre famiglie mafiose della provincia di Caltanissetta. Nel campo delle attività legali era il proprietario di una fabbrica di alluminio a Trenton (New Jersey), di un'altra impresa in Florida e di un bar nel quartiere di "Washington Street" a Philadelphia; inoltre, tramite prestanome, aveva una quota dell'hotel Plaza a L'Avana, Cuba.

### Leaderdella famiglia
Nel 1959, il boss della famiglia Antonio Pollina ordinò l'omicidio di Bruno perché sospettava, a ragione, che lo stesso Bruno lo volesse scalzare dal ruolo di boss. Bruno ne venne però informato e portò la questione davanti alla "commissione". Grazie soprattutto al sostegno di Carlo Gambino, divenuto da poco tempo il capo della famiglia Mangano, divenne il nuovo boss della cosca di Philadelphia, a scapito del vecchio boss Antonio Pollina. Tuttavia Bruno mantenne fede al suo soprannome e non ordinò l'omicidio di Pollina, che si ritirò dalle attività mafiose.
Di conseguenza, Bruno divenne un importante membro della "commissione". Negli anni del suo regno la famiglia prosperò negli affari con una pace duratura. La sua più lunga detenzione, per essersi rifiutato di testimoniare davanti al grand jury, durò due anni. Alla fine degli anni sessanta, prese il controllo del gioco d'azzardo e dei vari casino ad Atlantic City: infatti nessun'altra famiglia aveva l'autorizzazione di agire nella città del New Jersey. Tutto questo creò notevoli malumori all'interno della sua stessa cosca, e tra le cosche di New York.

### L'omicidio
Secondo gli storici, Antonio Caponigro consigliere, Philip Testa vicecapo, Nicky Scarfo e John Simone capidecina, tramarono e ordinarono l'omicidio del loro boss, sostenuti dai membri della famiglia Genovese. Questi ultimi ambivano al possesso del controllo del gioco d'azzardo ad Atlantic City. La sera del 21 marzo 1980, Angelo Bruno, mentre si trovava in automobile con il suo autista e guardaspalle John Stanfa (futuro boss della "famiglia") nei pressi di casa sua, venne assassinato da un killer che gli sparò di spalle con un fucile calibro 12 colpendolo alla testa, mentre si trovava seduto nel sedile passeggero, mentre Stanfa rimase solamente ferito. Subito dopo l'omicidio di Bruno, però, Caponigro e Testa furono anch'essi assassinati. Dopo la morte del vecchio padrino, all'interno della cosca ci furono numerosi omicidi per la presa del potere.

## Cultura di massa
La figura di Angelo Bruno è stata interpretata da Chazz Palminteri nel film Legend e da Harvey Keitel in The Irishman.